# Stazione di Shichidō
La stazione di Shichidō (七道駅?, Shichidō-eki) è una stazione ferroviaria delle Ferrovie Nankai situata nel quartiere di Sakai-ku nella città di Sakai della prefettura di Osaka in Giappone. La stazione è servita dalla linea principale delle ferrovie Nankai.

## Linee e servizi

### Treni
Ferrovie Nankai
● Linea principale Nankai

## Struttura
La stazione è dotata di un marciapiede a isola centrale servente due binari su viadotto.
| 1 | ● Linea principale Nankai | per Sakai, Kishiwada, Izumisano, Kansai Aeroporto e Wakayamashi |
| 2 | ● Linea principale Nankai | per Tengachaya e Namba                                          |

## Stazioni adiacenti
| «                             | Servizio                | »                       |
| Linea Nankai principale       | Linea Nankai principale | Linea Nankai principale |
| ----------------------------- | ----------------------- | ----------------------- |
| Suminoe                       | Locale                  | Sakai                   |
| Tutti gli altri treni passano |                         |                         |